# 史蒂芬·S·迪奈特
史蒂芬·S·迪奈特（英語：Steven S. DeKnight，1964年4月8日—）是一名美國男編劇、製片人及導演。他最廣為人知的作品是電視頻道Starz的電視劇《浴血戰士》及電影《環太平洋2：起義時刻》（2018年）。

## 简历
迪奈特出生於美國紐澤西州的米爾維爾。他曾擔任電視劇《魔法奇兵》及《夜行天使》的編劇、製作人及其中幾集的導演。此外，迪奈特亦曾擔任《超人前傳》的編劇、執行製作人及其中幾集的導演，以及《Viva Laughlin》其中一集《Takin' Care of Business》的編劇。
他是喬斯·溫登的電視劇《玩偶特工》的製作人。此外，迪奈特同時也是電視頻道Starz的電視劇《浴血戰士》系列——包含《浴血戰士：血與沙》、《斯巴達克斯：競技場之神》、《浴血戰士：復仇之路》及《斯巴達克斯：詛咒之戰》——的主創兼執行製作人。
2014年5月，迪奈特取代德魯·戈達德擔任漫威電視的電視劇《夜魔俠》的節目統籌。戈達德為了專心執導電影《邪惡六人組》（Sinister Six）而辭去該工作。2015年，據報導，他加入了變形金剛電影系列的編劇團隊。4月，迪奈特表示，他有興趣加入制裁者的R級電視劇的製作團隊。2016年2月，迪奈特取代吉勒摩·戴托羅執導《環太平洋2：起義時刻》，而戴托羅則將繼續留在劇組中，擔任該片的製片人。此外，《環太平洋2》同時也是迪奈特的電影導演處女作。該片於2018年3月23日在美國上映。

## 私人生活
迪奈特的妻子為傑米·史雷特（Jaime Slater）。

## 外部連結
- 史蒂芬·S·迪奈特在互联网电影资料库（IMDb）上的資料（英文）